# مارتي نوثستين
مارتي نوثستين (بالإنجليزية: Marty Nothstein) مواليد 10 فبراير 1971 في بنسيلفانيا، الولايات المتحدة، هو دراج أمريكي. شارك في دورة الألعاب الأولمبية الصيفية وفاز بميدالية أولمبية.

## الميداليات
| الميدالية | المسابقة                       |
| --------- | ------------------------------ |
| ذهبية     | الألعاب الأولمبية الصيفية 2000 |
| فضية      | الألعاب الأولمبية الصيفية 1996 |

## وصلات خارجية
- الموقع الرسمي

## روابط خارجية
- مارتي نوثستين على موقع أرشيف الدراجات (الإنجليزية)
- مارتي نوثستين على موقع CycleBase (الإنجليزية)
- مارتي نوثستين على موقع اللجنة الأولمبية الدولية (الإنجليزية)
- مارتي نوثستين على موقع أوليمبيديا (الإنجليزية)

لا توجد روابط لمواقع التواصل الاجتماعي.